# Euselasia gordios
Euselasia gordios is een vlindersoort uit de familie van de prachtvlinders (Riodinidae), onderfamilie Euselasiinae.
Euselasia gordios werd in 1919 beschreven door Stichel.